# قصر ستاسزيك
قصر ستاسزيك (بالبولندية: Pałac Staszica) هو مبنى يقع في شارع نوفي شفيات 72، وارسو، بولندا. وهو موقع الأكاديمية البولندية للعلوم.